# ペンタゴン
ペンタゴン（The Pentagon）は、アメリカ合衆国バージニア州アーリントン郡に所在するアメリカ国防総省（DOD）本庁舎。
2001年9月11日のアメリカ同時多発テロ事件で、ペンタゴンは標的の一つとなった。アルカーイダのハイジャック犯5人が乗るアメリカン航空77便がペンタゴンの西側に衝突し、犯人を含む乗員乗客64人全員と、ペンタゴンにいた125人の合計184人が死亡した。

## 概要
ワシントンD.C.のポトマック川を挟んだ対岸に位置する。
ペンタゴンの建築面積は約11万平方メートル、総床面積は延べ約60万平方メートルで、世界最大のオフィスビルである。そのうち34万平方メートルがオフィスとして使用されている。中央にある面積約2万平方メートルの五角形の中庭は、核戦争の際に目標にされるだろうという想定から、冷戦時代には非公式に「グラウンド・ゼロ」（爆心地）と呼ばれていた。
5つの面それぞれに入口があり、北側から時計回りに「モールテラス」(the Mall Terrace)、「リバーテラス」(the River Terrace)、「コンコース」(the Concourse)（または「メトロステーション」(Metro Station)）、「サウスパーキング」(the South Parking)、「ヘリポート」(the Heliport)と呼ばれている。モールエントランスのポルチコから伸びる全長180メートルのテラスは、各種セレモニーに使用される。ポトマック川を挟んでワシントンD.C.の方を向いているリバーエントランスは、高さ6メートルのポルチコが特徴的である。リバーエントランスはポトマック川の入り江に通じており、1960年代まではここからボーリング空軍基地へ職員を運ぶための船着場となっていた。来客用の入口は南東側にあり、近くにはワシントンメトロのペンタゴン駅やバス停がある。南東側の2階には小さなショッピングモールがある。南西側の入口は駐車場に隣接している。
ペンタゴンは地上5階、地下2階からなる。ペンタゴン内の通路の長さを合計すると約28キロメートルになる。各階に、環状の5本の通路（リング）が通っており、内側からA,B,C,D,Eという名称がついている（地下にはさらにFとGがある）。一番外側のEリングは、5本の環状通路の中で唯一外の景色を見ることができるものであるため、通常、高官の席が割り当てられる。中庭側から外側に向かって10本の放射状通路が伸びており、南側から時計回りに1～10の番号が割り当てられている。各部屋は、階数、面しているリング、一番近い放射状通路と、それに続く2桁の数字(00～99)で区別される。例えば、2B315は、「2階のBリングに面した3番通路の近くにある15番の部屋」ということになる。この部屋へ行くには、まず2階へ行き、内側のAリングへ行って3番通路に入り、Bリングで曲がるのが一番分かりやすい。この構造により、一番遠いところ（ある頂点の5階から、対蹠点の地上階へ）にも10分以内でたどり着くことができると言われているが、最も遠い場合には早歩きや屋根のない中庭を通過するルートを通る必要がある。ペンタゴン内には、食堂や運動施設、瞑想や祈祷のための部屋もある。
ペンタゴンには、約2万3千人の軍人と文民職員、約3千人の国防に関わらない支援職員が働いている。
国防長官、統合参謀本部、4つの軍部はそれぞれ独自の郵便番号を持っているが、それらは所在地のバージニア州ではなくワシントンD.C.の郵便番号体系によるものである
。
ペンタゴンの北側にはアーリントン国立墓地がある。ペンタゴン周辺の高速道路網はペンタゴン道路網と呼ばれている。
1988年にアメリカ合衆国国家歴史登録財及びアメリカ合衆国国定歴史建造物に登録・指定されている。

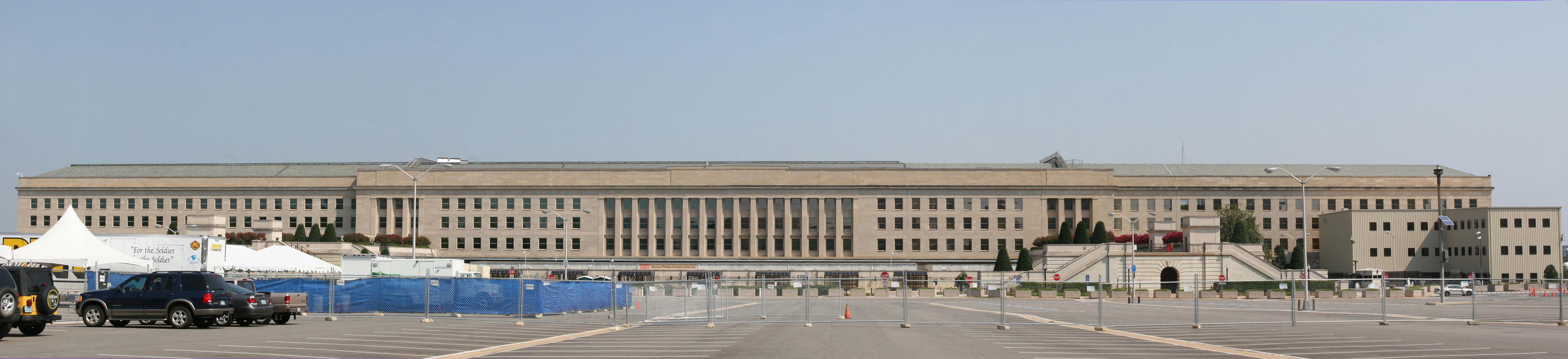
南側から見たペンタゴン

## 歴史

### 背景

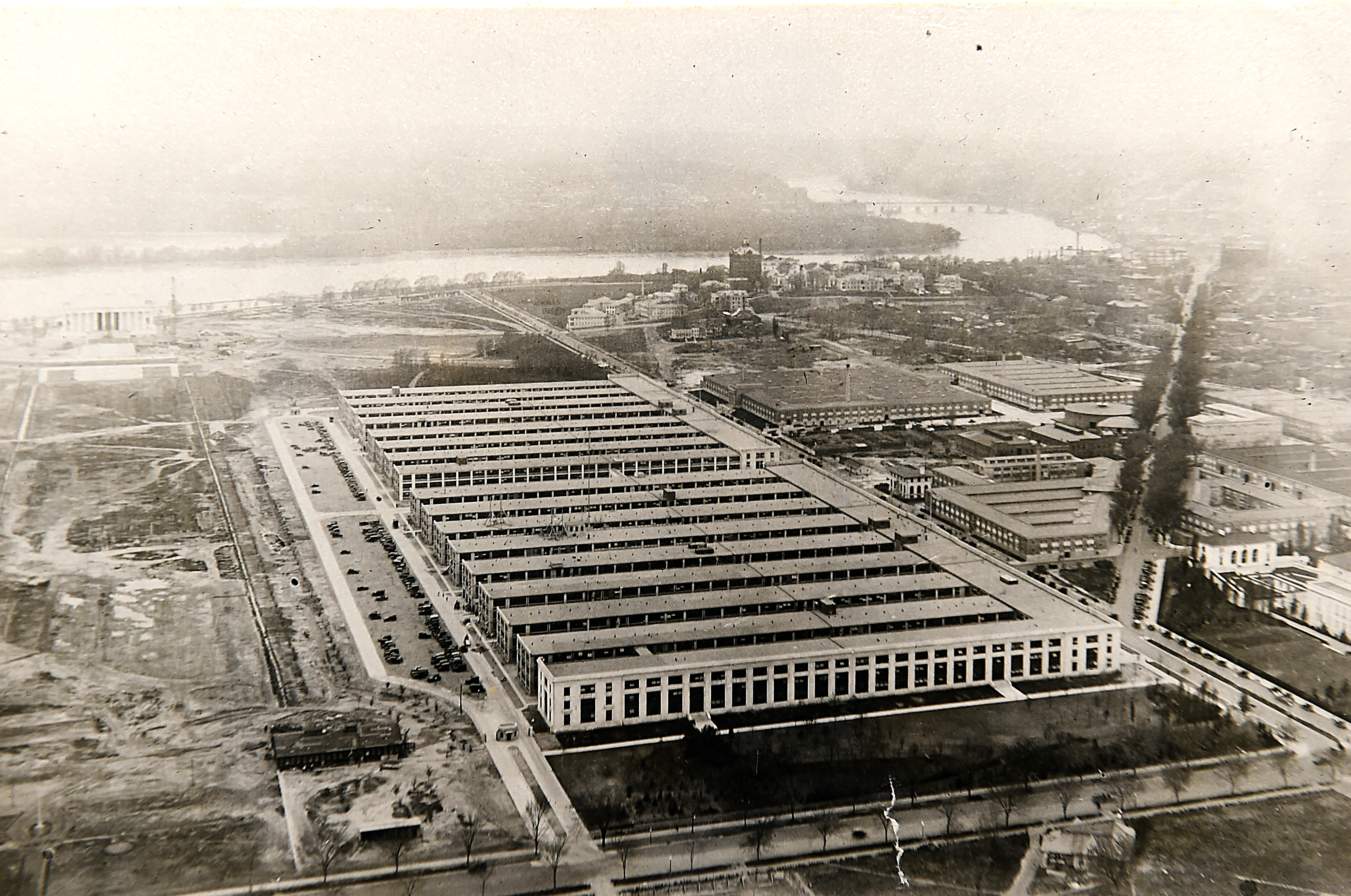
第一次世界大戦中にナショナル・モールに建てられた海軍本部旧庁舎。陸軍本部も、ペンタゴンに移転するまでの数年間、海軍本部の軍需品部門棟の中に置かれていた。

ペンタゴン建設以前、国防総省の前身の陸軍省(War Department)の本庁は、第一次世界大戦中にナショナル・モールのコンスティテューション通り沿いに仮設ビルとして建てられた海軍本部の軍需品部門棟(Munitions Building)の中に置かれていた。陸軍省のオフィスは、ナショナル・モール内の複数の仮設ビルや、ワシントンD.C.、メリーランド州、バージニア州にある数十の建物に分散していた。1930年代後半、陸軍省のためにハリー・S・トルーマン・ビルディングが建てられたが、ここに陸軍省の全てのオフィスを収容することはできず、この建物は国務省の本部となった。
1939年にヨーロッパで第二次世界大戦が勃発した。アメリカは当初は中立を掲げ参戦はしていなかったものの、今後参戦する可能性に備えて陸軍省の業務は急速に拡大し、職員も増えた。陸軍長官ヘンリー・スティムソンは、本部のある軍需品部門棟が過密状態になり、オフィスが複数箇所に分散している現状は容認できないと考えた。
1941年5月、スティムソンは大統領フランクリン・D・ルーズベルトに対し、陸軍省のオフィスを拡張する必要があると述べた。同年7月17日木曜日、連邦下院議員クリフトン・A・ウッドラムが議長を務める公聴会が開かれ、陸軍省のために新しい建物を建てる提案について議論した。陸軍省代表として出席したユージン・レイボルド准将に対し、ウッドラムは、さらなる仮設ビルを建設するのではなく、「根本的な解決策」を取るべきだと述べ、レイボルドは5日以内に解決策をまとめて報告すると述べた。陸軍省は、建設部門を統括するブレホン・B・サマーヴェル大将に計画を立てさせた。

### 計画

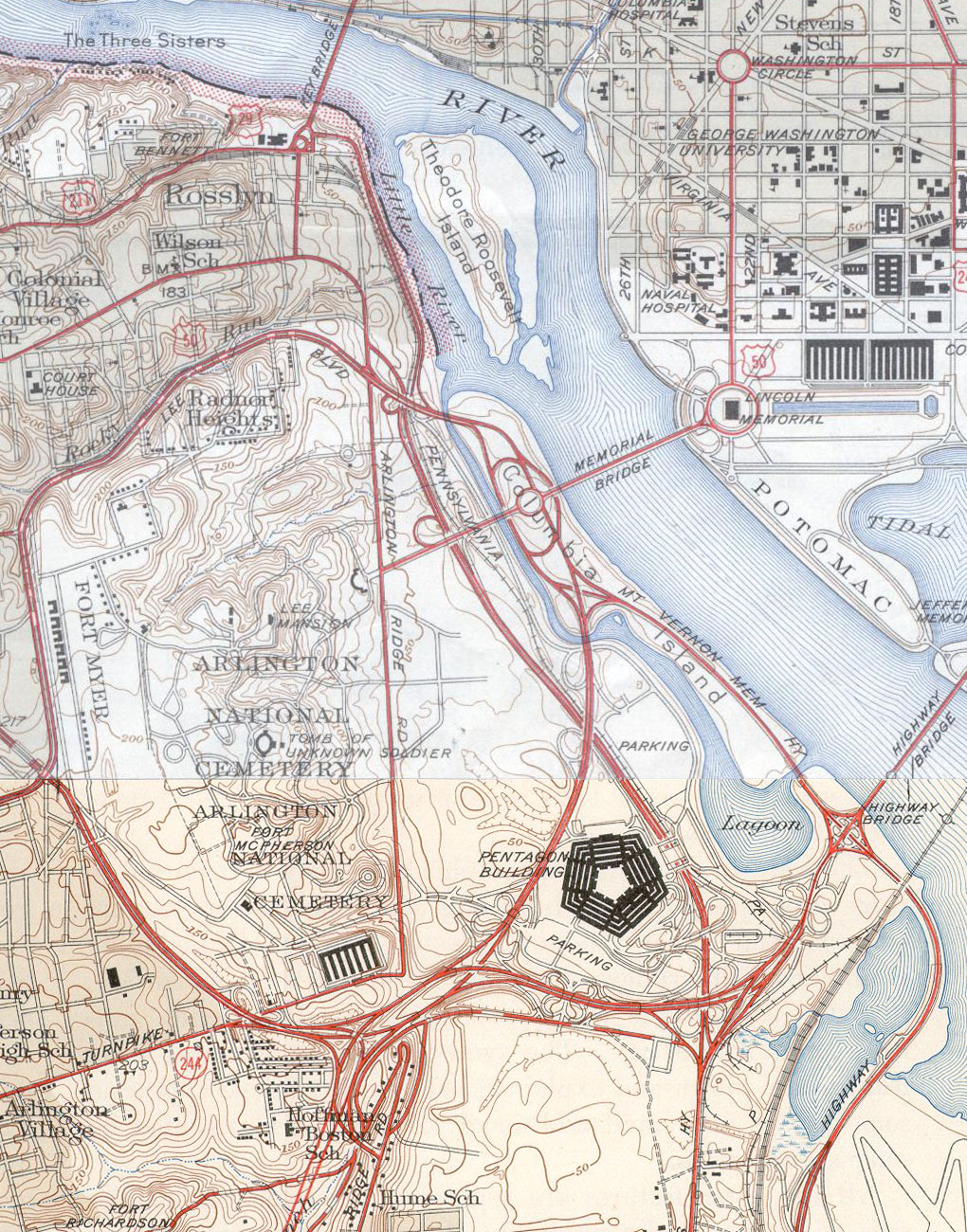
1945年のペンタゴン周辺の地図。リンカーン記念堂(Lincoln Memorial)の東側にある櫛形の建物が、ペンタゴンに移転する前に陸軍省本部が置かれていた海軍本部ビルである。

政府関係者たちは、陸軍省のための新たな建物をポトマック川の対岸のバージニア州アーリントン郡に建設することで合意した。建物の正式名称は「第1連邦政府ビル」(Federal Office Building No 1)とされた。その条件は、4階建て以下であることと、戦争遂行に必要な資源の確保のために鉄鋼の使用量をできるだけ抑えることだった。階数の制限のため、この建物は垂直方向に伸びる高い建物ではなく、水平方向に広がる建物となり、広大な敷地が必要となった。建設地の後補として、アーリントン国立墓地に隣接する農務省アーリントン試験農場や、フーヴァー飛行場跡地などが挙げられ、その中からアーリントン試験農場が選ばれた。
7月17日の午後、サマーヴェルは、建設師団設計・技術分隊司令官のヒュー・ジョン・ケイシーに対し、新しい陸軍省本庁舎の設計を次の月曜日の朝までに行うように命じた。ケイシーはアメリカ建築家協会の元会長ジョージ・バーグストロームとともに、その週末で設計を完了させた。アーリントン試験農場の土地の形状に合わせて、建物は変則的な五角形の外形で設計された。しかし、ルーズベルト大統領は、アーリントン国立墓地からワシントンD.C.が見えなくなることを懸念して、建設地をアーリントン国立墓地から離れたフーヴァー飛行場跡地に変更させた。土地の形状の制約はなくなったものの、大幅な設計変更にはまたコストがかかることと、ルーズベルトが五角形の形状を気に入っていたことから、外形は五角形のままとされた。不規則な五角形から正五角形に変更され、かつての星形要塞に似たものになった。
1941年7月28日、連邦議会において、陸軍省全体を収容する新庁舎の建設資金が承認された。9月2日、ルーズベルト大統領は、フーヴァー飛行場跡地を建設地とすることを正式に承認した。議会による承認を受ける前に、サマーヴェルは建設業者を選定し、アーリントンのワシントン・ナショナル空港、ワシントンD.C.のジェファーソン記念館などを建設したフィラデルフィアのジョン・マクシャイン社を主担当とし、バージニア州のワイズ・コントラクティング社とドイル&ラッセル社を副担当とした。フーヴァー飛行場跡地などの国有地のほかに116万平方メートルの土地が必要となり、220万ドル（2020年の物価換算で3030万ドル）で買収された。121万平方メートルはアーリントン国立墓地やフォート・マイヤーに移管され、113万平方メートルがペンタゴン建設のために使われた。

### 建設

ペンタゴンと他の巨大な物体との比較
ペンタゴン: 431 m
客船「クイーン・メリー2」: 345 m
空母「エンタープライズ」: 342 m
飛行船「ヒンデンブルク」: 245 m
戦艦「大和」: 263 m
エンパイアステートビル: 443 m
タンカー「ノック・ネヴィス」: 458 m
Apple Park: 464 m

1941年9月11日、総額3110万ドル（2020年の物価換算で4億2800万ドル）でマクシャイン社などと建設の契約を締結し、同日に起工式が行なわれた。
サマーヴェルは設計条件の中で、床の耐荷重を150psi（1,000kPa）とした。これは、第二次世界大戦終結後にこの建物が記録保管施設として使われることを想定したものだった。鉄鋼不足のため、鉄鋼の使用量は最低限に抑えられ、鉄筋コンクリート構造で建設された。ポトマック川で68万トンの砂を浚渫し、ペンタゴンのすぐ近くまで水路を引いて砂を運んだ。また、鉄鋼の使用量を減らすためにエレベーターは設置されず、その代わりにコンクリート製のスロープが設けられた。ファサードにはインディアナ・ライムストーンが使用された。
建築・構造設計は建設と同時に行われた。1941年10月初旬に最初の設計書が提出され、1942年6月1日までにほとんどの設計が完了した。設計よりも建設の方が先に進んでしまうこともあり、設計で指定されたものと異なる材料が使われたこともあった。1941年12月7日の真珠湾攻撃によりアメリカが参戦すると、ペンタゴンの建設を早めるよう圧力がかけられた。サマーヴェルは、9万3千平方メートルを1943年4月1日までに使用できるようにすることを要求した。バーグストロームは、ペンタゴンのプロジェクトとは無関係の事案における不適切な行為で提訴されたため、ペンタゴンの設計の仕事を降りた。その後任として4月11日にデイビッド・J・ウィットマーが着任した。建設が完了した区画から使用が開始され、職員が仕事をしている横の区画で建物の建設が行われていた。ペンタゴンは1943年1月15日に落成した。
建設地がポトマック川の氾濫原であるため、土壌が弱い箇所では杭が打ち込まれた。また、標高が3メートルから12メートルまでという高低差を解消するために、2箇所の擁壁が建設された。建設は約16か月という短期間で完了し、総工費は8300万ドル（2020年の物価換算で11億4千万ドル）だった。建物の高さは23メートル、各辺の長さは281メートルである。
建設地がバージニア州内であることから、当時バージニア州で施行されていた人種隔離政策（ジム・クロウ法）に従って、トイレや食堂などは白人用と黒人用で分けられていた。トイレは白人用と黒人用が横に並んでいたが、黒人用の食堂は地下にあった。落成前にペンタゴンを視察したルーズベルト大統領は、「白人専用」という看板を撤去するよう命じた。バージニア州知事は抗議したが、大統領は、ペンタゴンはバージニア州内にあっても連邦政府の管轄下にあるため、そこに働く職員は、連邦政府職員の人種隔離を禁じる大統領令に従わなければならないと回答した。その結果、1965年にバージニア州の人種隔離政策が廃止されるまで、ペンタゴンはバージニア州内で唯一、人種隔離政策が適用されない建物となった。白人用と黒人用で横並びになっているトイレは現存するが、これは当初より人種にかかわらずどちらも使用できた。

### 落成後
世界最大、かつ世界でも珍しい五角形型のビルとして落成したペンタゴンであったが、その広さゆえかしばしば自分の行き先を見失ってしまう（迷ってしまう）者が出るという逸話がある。特に、後に合衆国大統領となったドワイト・D・アイゼンハワー将軍が、陸軍参謀総長に就任した直後、他の将官たちとの会食を終えて自らのオフィスに戻ろうとした際に迷ってしまったという話は有名である。

### ホール・オブ・ヒーローズ

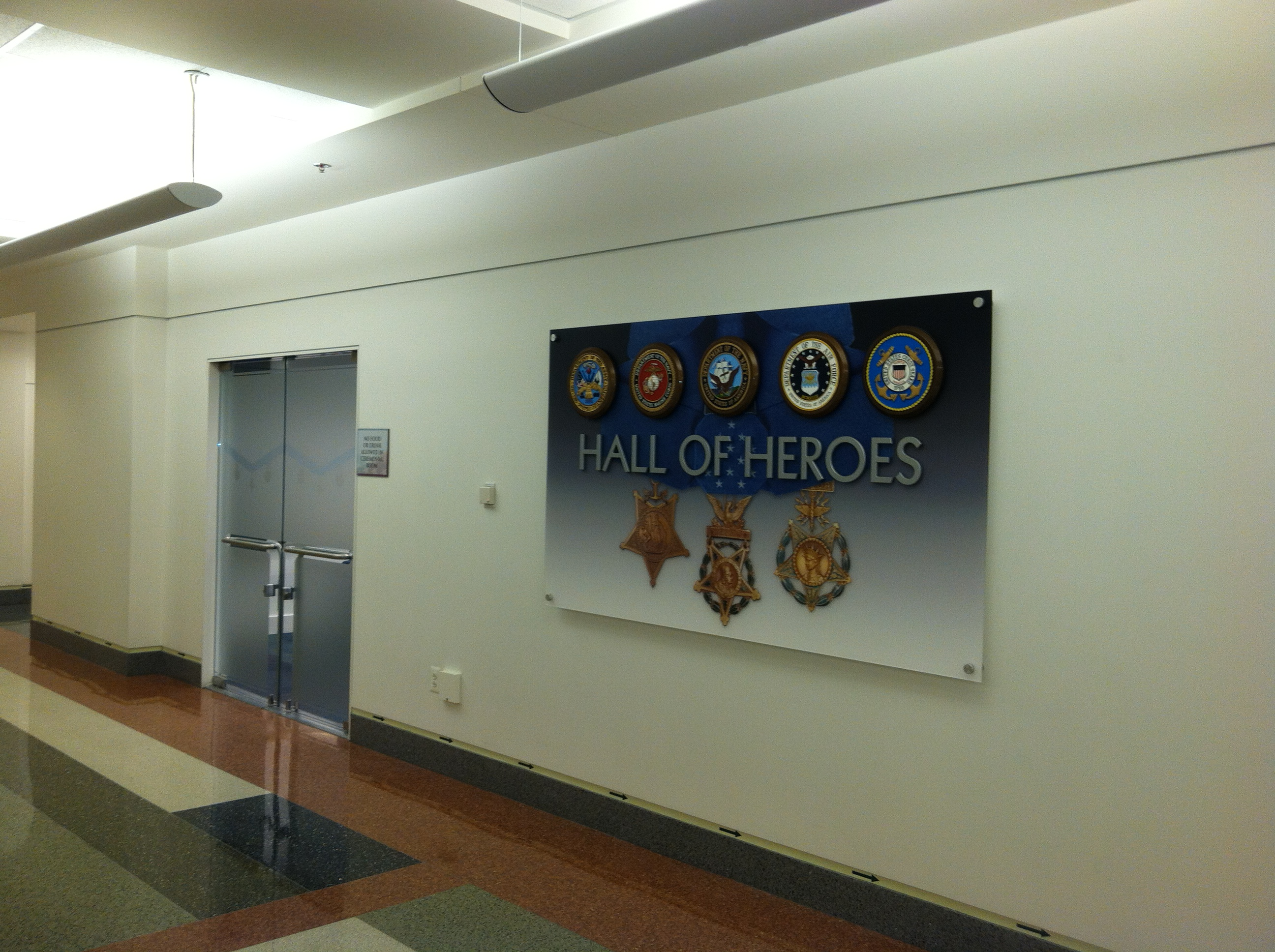
ホール・オブ・ヒーローズ

1968年、ペンタゴン内に、アメリカ軍の最高の栄誉である名誉勲章の受章者を顕彰する「ホール・オブ・ヒーローズ」が設けられた。陸軍・海軍・空軍の3種類の勲章とともに、3400人以上の受章者の名前が掲示されている。
このホールは、昇進・退役の式典にも用いられる。

### 改築
1998年から2011年にかけて、ペンタゴンでは現代の標準に合わせるための改築が行われた。
使用されていたアスベストが全て撤去され、全ての窓が密閉式になった。
当初、それぞれの居室は完全には仕切られていなかった。また、エアコンはなく、窓を開けて風を取り込んでいた。次第に、居室を完全に仕切るようになり、エアコンが導入されるようになった。その後、仕切りを撤去したオープンスペースの方向に戻されるようになった。

## 事件

### 反戦デモ

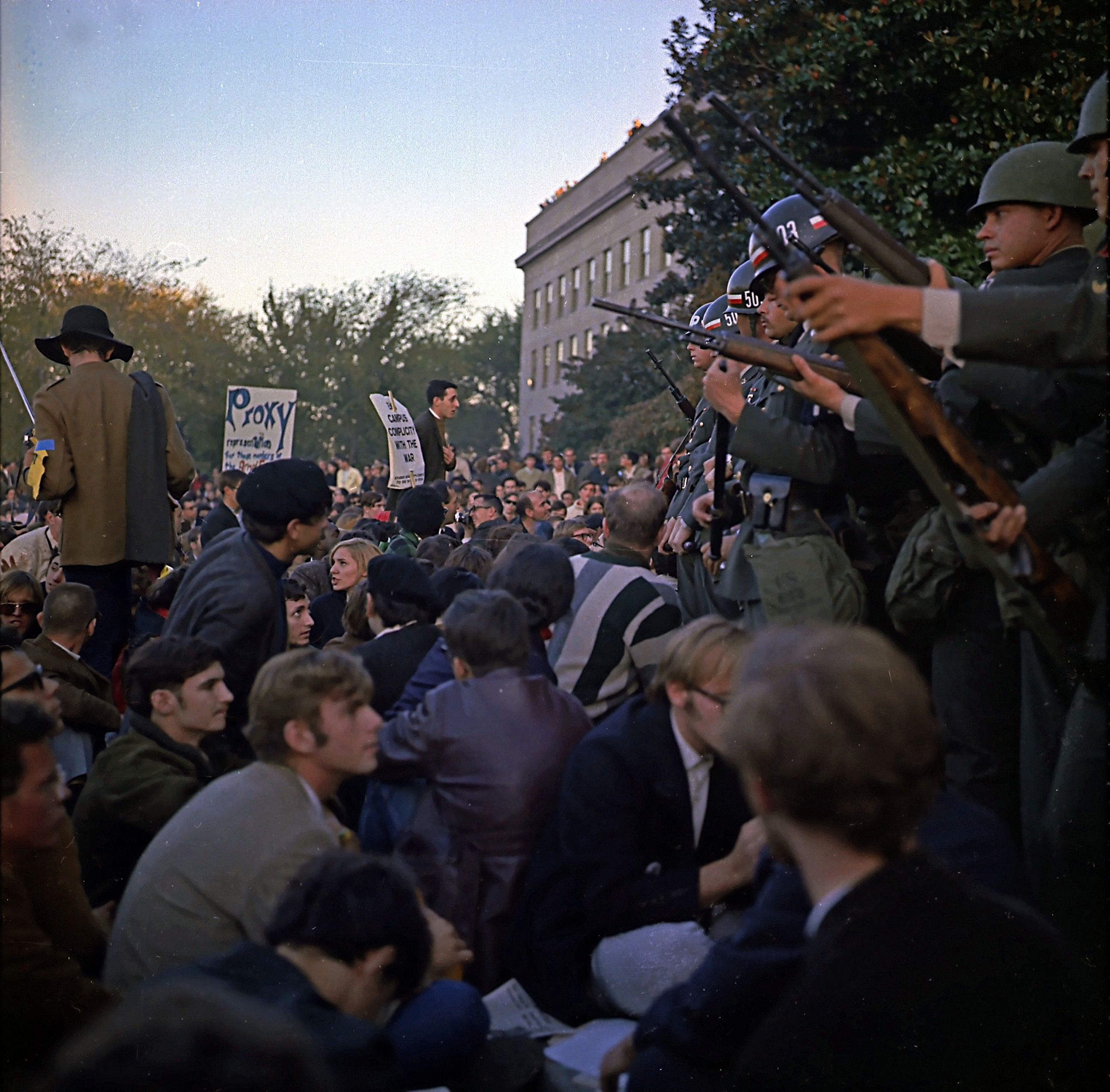
1967年10月21日、ペンタゴン大行進において、ペンタゴンの入口に座り込むデモ隊と、それに対峙する警備の兵士

1960年代後半、ペンタゴン周辺ではベトナム戦争に反対するデモ活動が盛んに行われた。1967年2月15日、「平和のための婦人運動」(Women Strike for Peace)による2500人の女性の一団が、ペンタゴンのロバート・マクナマラ国務長官の執務室の前でデモを行った。1967年5月、参謀本部事務室の前で20人のデモ隊が4日間座り込みを行い、全員逮捕された。1967年10月21日、ベトナム戦争終結に向けた全米動員委員会(National Mobilization Committee to End the War in Vietnam)のデモ隊3万5千人がペンタゴンに向けて行進した（ペンタゴン大行進）。デモに参加したジョージ・ハリスが、デモを阻止する警備の兵士が持つ銃の先にカーネーションを挿した様子を撮影した写真『フラワーパワー』(Flower Power)は、世界的に有名になった。1972年5月19日、極左テロ組織「ウエザーマン」が、北爆の再開に抗議して空軍担当区域の女性用トイレを爆破した。
2007年3月17日、イラク戦争への抗議のため、推定4千人から1万5千人が、リンカーン記念館からペンタゴンまで行進した。

### アメリカ同時多発テロ事件
ペンタゴンの起工式からちょうど60年後にあたる2001年9月11日、アルカーイダに属する5人がワシントン・ダレス国際空港からロサンゼルス国際空港へ向かうアメリカン航空77便をハイジャックし、現地時間午前9時37分、ペンタゴンの西側に衝突させた。この衝撃によりペンタゴンの西側が大きく損傷し、一部は崩壊した。ワシントンD.C.の政府施設が外国人から攻撃されたのは、1812年の米英戦争でイギリス軍がワシントンを焼き討ちして以来のことだった。
飛行機に乗っていた犯人を含む乗員乗客64人全員と、ペンタゴンにいた125人の合計184人が死亡した。崩壊した区画には本来4500人の職員が働いていたが、改修工事により職員はおらず、改修工事に従事する約800人しかいなかったため、地上側の犠牲者はわずかとなった。また、飛行機が衝突したエリアは、オクラホマシティ連邦政府ビル爆破事件を受けた補強工事がほぼ完了していた。スプリンクラーシステムが備えられ、爆撃に耐えられるよう鉄骨や鉄筋で再建されていた。地面から最上階まで連続した鉄骨により、飛行機の衝突から倒壊までに30分の猶予があったため、その間に多くの人が避難することができた。飛行機が衝突した場所には、厚さ5センチ、重さ1.1トンの耐爆風窓があり、衝突の後も形状を保っていた。また、自動的に閉鎖する防火扉や、避難のための新たな出入口も設けられていた。
改修工事に従事していた業者は、テロ攻撃による損傷の再建も担当することになった。この再建プロジェクトは「フェニックス・プロジェクト」と呼ばれ、1年後の2002年9月11日までに損傷箇所の一番外側のオフィスが使用できるようにすることが目標とされた。
破損箇所の修復時、衝突地点に記念施設と礼拝堂が作られた。毎年9月11日、衝突箇所にはアメリカ国旗が掲げられ、夜には青いライトで照らされる。5年後の9月11日には、ペンタゴンの中庭から、犠牲者数と同じ184本の光線が照射された。
屋外記念施設の建設が2006年より開始され、2008年9月11日、8千平方メートルの記念公園「ペンタゴン・メモリアル」が一般公開された。公園内には、犠牲者の数と同じ184個のベンチが、衝突した飛行機が侵入した方向と平行に並べられており、死亡時の年齢の順に配置されている。

## ギャラリー

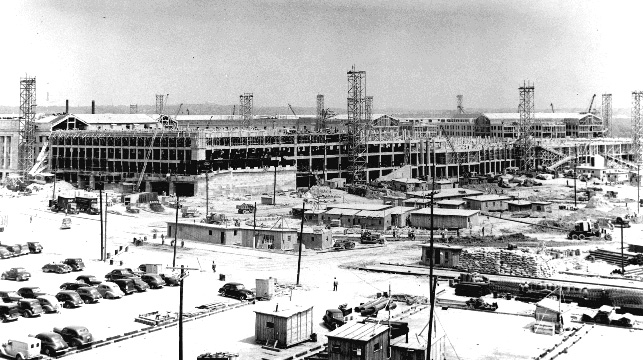
北西側から見た建設中のペンタゴン（1942年7月）
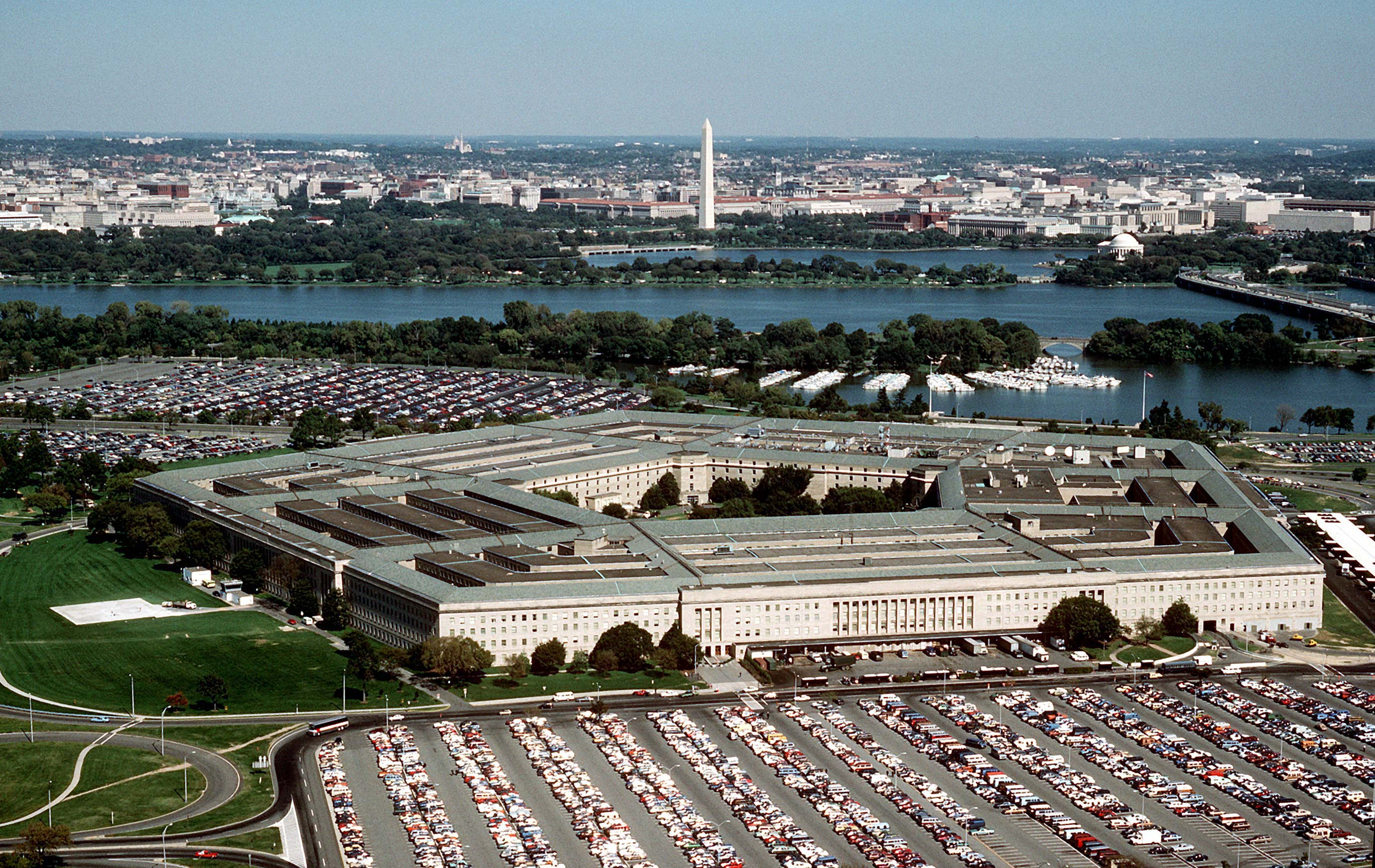
南西方向から見たペンタゴン。背景の川はポトマック川。その向こうがワシントンD.C.で、白い塔はワシントン記念塔（1998年）。
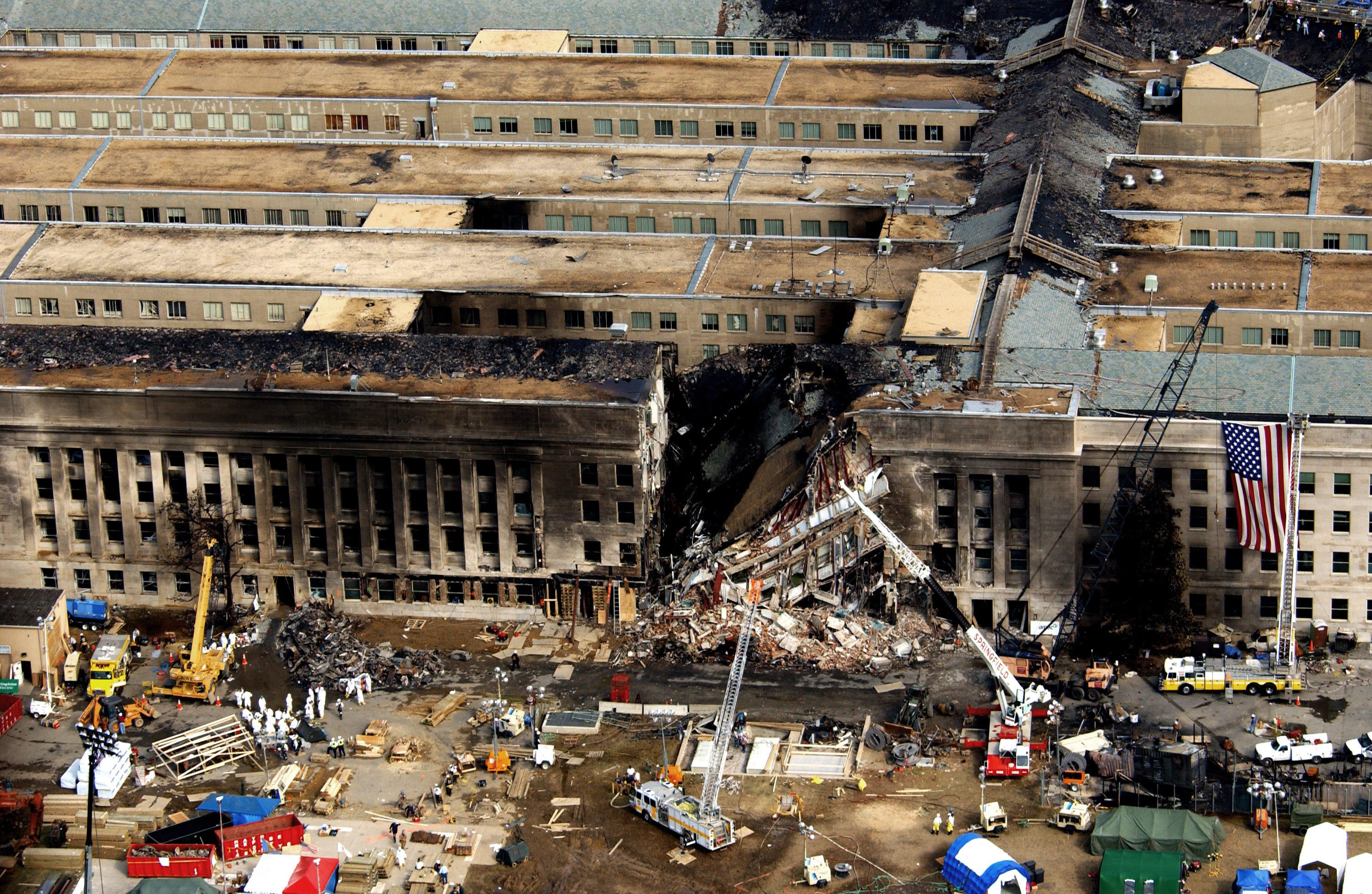
2001年9月11日の飛行機衝突後の様子
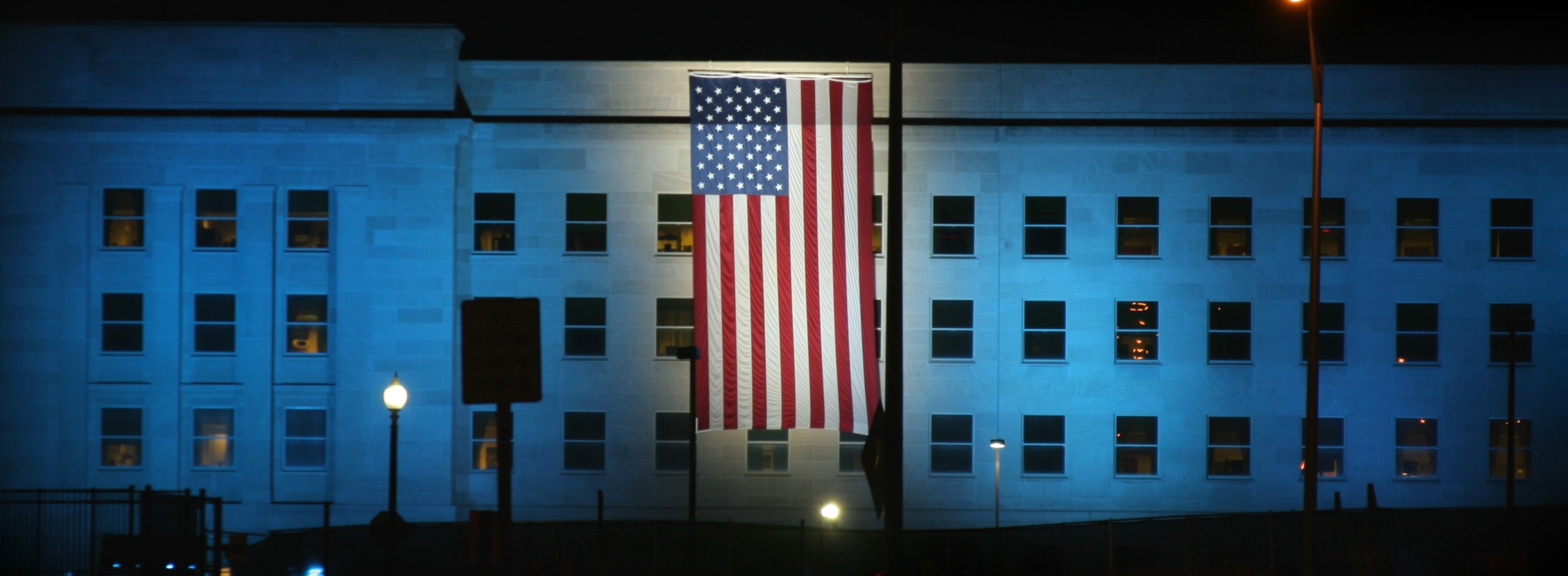
2007年9月11日の衝突現場